# 笹桐ゆうや
笹桐 ゆうや（ささぎり ゆうや）は、日本の漫画家。男性。萌え絵を得意とし、女の子キャラを可愛く描く。

## 経歴
「スーパーコミック劇場 ToHeart 第一集」（スクウェア・エニックス刊）でデビュー。以後は、スクウェア・エニックス刊の4コママンガ劇場などを中心に、ゲームアンソロジーを執筆。

## 作品リスト
- リトルバスターズ! The 4コマ（『電撃G's magazine』2006年3月号より2010年3月号まで連載、全4巻）
- リトルバスターズ!EX The 4コマ（『電撃G's magazine』2010年6月号より2014年5月号まで連載後、『電撃G'sコミック』に移籍しVol.1よりvol.7まで連載、全4巻）
- ぷらんく（『ニコニコ漫画』2011年2月23日より2012年12月25日まで、『月刊ビッグガンガン』2012年Vol.01より2013年Vol.01まで並行連載、未単行本化）
- Angel Beats! スピンオフ 旅する天使ちゃん（『電撃G'sチャンネル』2023年6月15日より連載、既刊1巻）

その他、4コママンガ劇場（スクウェア・エニックス刊）などのゲームアンソロジーにていくつか執筆。